# Exu Veludo
Exu Veludo é uma falange de exus da Umbanda.
É considerado um dos mensageiros mais próximos de Oxum, ainda que também trabalhe com Ogum, Xangô e Oxóssi.

## Descrição
Usa um turbante na cabeça, e tecidos de veludo trazidos de oriente, que lhe valeram o apelido na Kimbanda de "veludo".
Tem muitos conhecimentos sobre feitiços que se fazem utilizando panos, tigelas, agulhas, pembas e outros ingredientes. Abre os caminhos e limpa trabalhos negativos feitos nos cemitérios. Como ferramentas costuma utilizar whisky e charutos.

## História
Segundo algumas histórias, vem das costas orientais da África, era swahili (negro arabizado) da qualidade Sagathana.
Dado a sua forma luxuosa de se vestir, no estilo muçulmano, muitos que viram seu tipo de apresentação através da mediunidade, o confundiram com um cigano e o associaram com os mesmos. Isto não significa que não trabalhe com os ciganos. Ao contrário, tem inclusive uma passagem ou caminho que se apresenta como um.

## Subfalanges
Possui algumas subdivisões, tais como: Exu Veludo Menino, Exu Veludo dos Sete Cruzeiros, Exu Veludo das Almas, entre outras.